# توماس ماكينن
توماس ماكينن (بالفنلندية: Thomas Mäkinen)‏ هو لاعب كرة قدم فنلندي في مركز الوسط، ولد في 30 يناير 1997 في فنلندا. لعب مع نادي ماريهامن.

## وصلات خارجية
- توماس ماكينن على موقع الاتحاد الأوربي (الإنجليزية)
- توماس ماكينن على موقع قاعدة بيانات كرة القدم.إي يو (الإنجليزية)
- توماس ماكينن على موقع ناشيونال فوتبول تيمز (الإنجليزية)
- توماس ماكينن على موقع Soccerway.com (الإنجليزية)